# Ieremia Cecan
Ieremia Teodor Cecan (cunoscut și ca Eremia Ciocan, n. 1867, Noua Suliță, gubernia Basarabia, Imperiul Rus – d. 27 iunie 1941, Tiraspol, RSS Moldovenească, URSS) a fost un preot ortodox român basarabean, jurnalist și om politic de extrema dreaptă.
În timpurile imperiale, acesta s-a remarcat ca un oponent al rusificării Basarabiei. Totuși, acesta a rămas aliat cu Partidul Poporului Rus, o organizație monarhistă, conservatoare și antisemită, devenind astfel un critic al naționalismului românesc. A devenit adept al moldovenismului (ajungând astfel promovat de autoritățile țariste), opunându-se unirii Basarabiei cu România din 1918, fugind totodată la Odesa și chiar înscriindu-se în Armata Roșie. În această perioadă s-a luptat pentru cauza rusească a Basarabiei, a avut legături cu bolșevicii, a publicat și distribuit materiale de propagandă antiromânești.
Speriat de Mișcarea Albă, acesta s-a refugiat în Basarabia (devenită parte a României) în 1920, unde a reînceput să profeseze ca preot. Ieremia Cecan a avut neînțelegeri cu Biserica Ortodoxă Română, deoarece își ținea slujbele în limba rusă. 
În 1933, fiind retras din preoție, Cecan a devenit un admirator al nazismului, fiind președintele unui mic partid nazist din România. A fost de asemenea membru al Mișcării legionare. A activat și ca jurnalist, publicând ziarul rusofon Telegraf, în care critica organizațiile filosovietice din România și care avea un carater puternic antisemit.
În ultimii ani de viață s-a remarcat ca un critic al fascismului și al antisemitismului, precum și ca un admirator al Uniunii Sovietice, perioadă în care a colaborat cu Frontul Renașterii Naționale. După ocuparea Basarabiei de către Uniunea Sovietică, acesta a fost capturat de sovietici. A fost executat la Tiraspol, din cauza trecutul său anticomunist, în timpul retragerii sovietice.
El a militat pentru unirea bisericii ortodoxe cu cea catolică, într-o uniune contra masoneriei.